# Агрішу-Мік
Агрішу-Мік (рум. Agrișu Mic) — село у повіті Арад в Румунії. Входить до складу комуни Хешмаш.
Село розташоване на відстані 391 км на північний захід від Бухареста, 69 км на північний схід від Арада, 121 км на захід від Клуж-Напоки, 106 км на північний схід від Тімішоари.

## Населення
За даними перепису населення 2002 року у селі проживали 203 особи, усі — румуни. Усі жителі села рідною мовою назвали румунську.